# Dairy Belt
Der Dairy Belt („Molkereigürtel“) ist das Gebiet mit intensiver Milchwirtschaft in den USA. Er umfasst hauptsächlich die Neuenglandstaaten und die Region südlich der Great Lakes.
Insbesondere Einwanderer aus Irland (in Neuengland), Deutschland, der Schweiz und Skandinavien (an den Großen Seen) brachten die in ihren Herkunftsländern traditionelle Viehzucht mit und übten sie in ihrer neuen Heimat weiter aus. So entwickelte sich beispielsweise Wisconsin zu einem Zentrum der Käseherstellung. Aufgrund der unterschiedlichen klimatischen Bedingungen in den beiden Teilräumen bildet in der atlantisch beeinflussten Region eher Grünland (Weidewirtschaft), an den Großen Seen eher Futtermaisanbau die Grundlage der dortigen Rinderhaltung.
In Großstadtnähe wird vorwiegend Frischmilch und Gemüse produziert, in größerer Marktferne wie beispielsweise in Minnesota Butter, Milchpulver und Kondensmilch. Neu sind im Dairy Belt Gemüsemaisanbau und Geflügelfarmen. Überhaupt ist der Dairy Belt heutzutage durch eine durchaus diversifizierte landwirtschaftliche Produktion gekennzeichnet.